# Artéria vertebral
A artéria vertebral origina-se no primeiro terço da artéria subclávia, e ascende em direção ao crânio pelos forames transversos das vértebras cervicais C6 a C1 (atlas), até penetrar no crânio pelo forame magno. Então, as artérias vertebrais direita e esquerda fundem-se no clivo do osso occipital para formar a artéria basilar. Em seu trajeto, emite ramos musculares para os músculos profundos do pescoço e ramos espinhais para a medula espinhal e para as vértebras.